# José Clemente Benegas
José Clemente Benegas (San Juan, 1754 - Mendoza, 1834) fue un abogado y comerciante argentino, que tuvo activa participación en el cabildo de la ciudad de Mendoza a fines del período virreinal y comienzos del período independiente.
En el año 1814 era alcalde de primer voto del cabildo de Mendoza, cuando el gobernador de la recientemente creada Intendencia de Cuyo, Juan Florencio Terrada, fue designado en un importante cargo en la capital de las Provincias Unidas y renunció a su cargo, dejando al cabildo mendocino la responsabilidad de gobernar la Intendencia. Benegas asumió el mando en forma interina hasta la llegada del sucesor de Terrada, el coronel Marcos Balcarce. Más tarde, Benegas fue un estrecho colaborador del siguiente gobernador, el general José de San Martín, y tomó parte en la organización del Cruce de los Andes.
El 17 de enero de 1820, tras la renuncia del gobernador Toribio de Luzuriaga, amenazado por una invasión desde San Juan, el cabildo de Mendoza —presidido por Benegas— asumió la gobernación de la Intendencia de Cuyo en forma provisional. Como nunca logró hacerse obedecer fuera de la jurisdicción de la ciudad de Mendoza, se considera esa fecha como el final de la Intendencia y el nacimiento de las provincias de San Juan y Mendoza. Por eso mismo, se considera que Benegas fue el primer gobernador de la provincia de Mendoza.
Tras unos días de gobierno, el cabildo designó gobernador titular a Pedro José Campos, que intentó controlar una situación anárquica pero terminó renunciando en el mes de marzo. El cabildo debió hacerse cargo nuevamente del gobierno hasta fines de julio de ese año, en que designó gobernador al abogado Tomás Godoy Cruz, que logró sostenerse a través de una intermitente guerra civil.
Casado con Ventura Sotomayor, con quien tuvo una hija, enviudó en 1825 y volvió a casarse en 1827, a los 73 años de edad, con Jacoba Clavel.